# チキウ岬
チキウ岬（チキウみさき）は、北海道室蘭市の太平洋に面する岬である。

## 名称
名前はアイヌ語の「（ポロ・）チケプ」（ci-ke-p、親である・断崖）に由来しており、それが転訛して一般的に地球岬（ちきゅうみさき）と呼ばれている。

## 地理
絵鞆半島の太平洋側は海抜100m前後の断崖絶壁が約14kmに渡って連なる景勝地であり、室蘭八景の1つとなっている。丸い水平線の絶景を見ることが出来るため元旦には初日の出見物のために多くの人が訪れ普段は観光客で賑わっている。
1985年（昭和60年）に朝日新聞による「北海道の自然100選」、1986年（昭和61年）に北海道郵政局による「あなたが選ぶ北海道景勝地」、1987年（昭和62年）に読売新聞による「新日本観光地100選」でそれぞれ第1位を獲得し、2012年（平成24年）には「ハルカラモイ・マスイチ浜・トッカリショ」と共に4つの地域が「絵鞆半島外海岸」と名づけられ国の名勝「ピリカノカ」（アイヌ語で「美しい形」を意味する）に指定された。
チキウ岬灯台は1920年（大正9年）に初点灯し、「日本の灯台50選」「土木学会選奨土木遺産」に選定されている。

## 自然環境
地球岬から西側にあるチャラツナイまでの一帯は都市計画による約50haの緑地（地球岬緑地）となっており、散策路が整備されている。春にはカタクリやエゾカワラナデシコ、オオバキスミレなどの花を見ることができる。周辺は渡り鳥のルート上にあり、渡り鳥を狙ったハヤブサの営巣地としても知られている。さらに、キツツキなどの野鳥も観察できるため、市民探鳥会が開かれている。
緑地のほぼ中心部に位置している水路はエゾサンショウウオの繁殖地として貴重な場所になっている。
噴火湾ではホエールウォッチングも行われており、チキウ岬の周辺でもクジラやイルカが目撃されることもあるとされる。

## 施設
- 展望台
- トイレ
- 売店
- 駐車場

## アクセス
- JR北海道室蘭本線母恋駅より、道南バス13系統・14系統・15系統・16系統「地球岬団地」行きで、終点「地球岬団地」停留所下車後、展望台まで徒歩約1.1km・14分。